# Bioaumento
El bioaumento (o bioaumentación) es una estrategia de biorremediación que consiste en la inoculación de una matriz contaminada (suelo, río, lago, etc.) con microorganismos, o grupo de microorganismos (consorcios), que poseen la capacidad catabólica de degradar parcial o totalmente el contaminante presente en dicha matriz. Suele aplicarse cuando la velocidad de degradación del contaminante en la matriz sin inocular no es suficiente para que se remueva en tiempos convenientes.
La utilidad y eficiencia del uso del bioaumento como método de biorremediación es controversial. Muchas veces, el microorganismo o grupo de microorganismos que se inoculan, no logran establecerse en la matriz contaminada, y no son detectables luego de un cierto tiempo de tratamiento. Esto es debido principalmente a que la microflora presente en el suelo ya se encuentra adaptada a las particulares condiciones ambientales e interacciones biológicas presentes en dicho suelo, y no permite que los microorganismos inoculados se establezcan en el suelo. Por otro lado, de acuerdo a la bibliografía, en la mayoría de los casos la utilización de bioaumento como técnica de biorremediación suele presentar resultados menos satisfactorios que los obtenidos con bioestimulación.
En algunos casos, esta dificultad se supera por medio de la adecuación de variables (bioaumento + bioestimulación), mientras que en otros se suelen usar cepas que presentan la capacidad de producción de surfactantes, con lo que se busca aumentar la biodisponibilidad de los hidrocarburos para el resto de la comunidad microbiana. Es el caso, por ejemplo, de algunos miembros del género Rhodococcus, que producen biosurfactantes que permanecen adheridos a la membrana o a la pared celular, favoreciendo la degradación de compuestos orgánicos.